# Baba Júlia Campestre

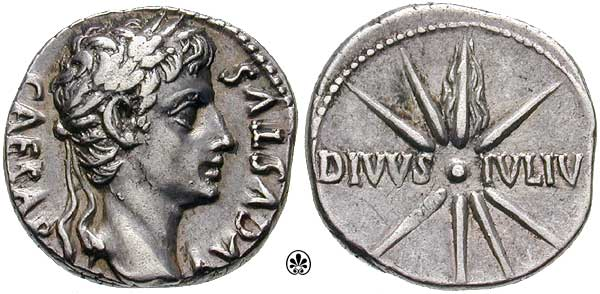
Denário com efígie de Augusto r.

Baba Júlia Campestre (em latim: Babba Iulia Campestris), oficialmente chamada Colônia Baba Júlia Campestre, foi uma das três colônias romanas fundadas pelo imperador Augusto (r. 27 a.C.–14 d.C.) entre 33 e 27/25 a.C. na porção ocidental do antigo Reino da Mauritânia, a futura província da Mauritânia Tingitana. Segundo Leão, o Africano, a colônia foi provavelmente fundada pelo imperador Cláudio (r. 41–54), mas recebeu vários favores de Augusto.
Baba Júlia Campestre foi mencionada nas obras de Plínio, o Velho, Ptolemeu e Estêvão de Bizâncio, na Cosmografia de Ravena, talvez no Notitia Dignitatum e não no Itinerário de Antonino. Em Tamusida foi encontrada uma inscrição dedicada a um antigo decúmano da "Colônia Babense", embora é incerto que faça referência a este local. O apelido "Campestre", encontrado em uma moeda colonial da qual se conhece dois exemplares provenientes, respectivamente, de Tamuda e Júlia Constância Zilil, provavelmente faz referência às divindades campestres e a origem militar da colônia. A palavra Babba é um topônimo teofórico de possível origem líbia ou púnica. Para Leão, o Africano significa "na floresta" e teria como equivalente latino ad silvam, frequentemente utilizado no Itinerário de Antonino para locais em regiões florestadas.
Sua localização é incerta, mas acredita-se que estivesse situada entre Tingis e o rio Lucos, ou entre aquele uádi e o rio Cebu. Para M. Tissot, vestígios que remontam à Antiguidade encontrados perto de Es-Serife podem ser desta colônia, embora é incerto. Outra possibilidade foi Ópido Novo (Oppidum Novum), atualmente Alcácer-Quibir, citado no Itinerário de Antonino. A historiadora Maurice Euzennat acredita que: "não pode ser excluído nestas circunstâncias que ele foi a Colônia Júlia, que pode ter desaparecido nos problemas do século II, antes de ser renascida como Ópido Novo."